# Marcello Semeraro
Marcello Semeraro (Monteroni di Lecce, Apulia; 22 de diciembre de 1947) es un cardenal católico italiano, era Prefecto del Dicasterio de las Causas de los Santos.
Es el actual administrador apostólico de Iglesia católica bizantina en Italia.

## Biografía

### Formación y sacerdocio
Realizó sus estudios superiores de Teología y Filosofía en el seminario local de la diócesis de Lecce, y también en el Seminario Regional de Molfetta.
Fue ordenado sacerdote el día 8 de septiembre del año 1971 por el que era durante esa época el Obispo de la Diócesis de Lecce Mons. Francesco Minerva. Poco tiempo más tarde Marcello Semeraro, trabajó como regente en el Seminario Local de Lecce y en el Seminario Regional de Molfetta, (donde recibió su educación pastoral), y también fue el vicario episcopal para los laicos y vicario del Sínodo diocesano. En el año 1980 estudió en la Pontificia Universidad Lateranense de la ciudad de Roma, donde se Doctoró en Teología. Tras haber terminado sus estudios, estuvo trabajando como profesor en diferentes institutos y facultades teológicas, donde tuvo como especialidad la Eclesiología cristiana.

### Episcopado
El día 25 de julio de 1998 fue nombrado obispo de la Diócesis italiana de Oria por el papa Juan Pablo II, recibiendo la ordenación episcopal el 29 de septiembre del mismo año, de manos del arzobispo Mons. Cosmo Francesco Ruppi y teniendo como co-consagrantes a los Obispos Domenico Caliandro y Donato Negro, donde Marcello Semeraro sucedió en el cargo a Mons. Armando Franco. Tomó posesión de la Sede de Oria el 10 de octubre.
En el año 2001 el papa Juan Pablo II, lo nombró Secretario especial de la X Asamblea General Ordinaria del Sínodo de Obispos, que se celebró entre septiembre y octubre de dicho año con el tema El Obispo: servidor del Evangelio de Jesucristo para la esperanza del mundo-
Posteriormente Marcello Semeraro fue nombrado por el papa Juan Pablo II el 1 de octubre de 2004 nuevo Obispo de la Sede suburbicaria de Albano (Diócesis de Albano), tomando posesión de la diócesis el 27 de noviembre.
También, ha pasado a ser miembro en la Curia Romana perteneciendo a la Sagrada Congregación para el Clero y el día 16 de enero del año 2007 en la Conferencia Episcopal Italiana pasó a ser miembro de la Comisión Episcopal para la Doctrina de la Fe, el Anuncio y la Catequesis, y comenzó a impartir seminarios organizados en la ciudad de Roma, sobre el tema del "primer anuncio".
El día 4 de mayo del mismo año, Marcello, fue elegido nuevo Presidente del Diario Nacional de Italia (Futuro), debido al nombramiento del cardenal Angelo Bagnasco como Presidente de la Conferencia Episcopal Italiana donde tuvo que dejar la presidencia del diario.
Durante el mes de junio de 2010 en la Conferencia episcopal italiana, fue Presidente de la Comisión Episcopal para la Doctrina de la fe, el Anuncio y la Catequesis, (comisión de la que era miembro anteriormente).
El 13 de octubre de 2013, el recién elegido papa Francisco, lo nombró Secretario del Consejo de Cardenales, cuya tarea es asesorar al nuevo papa sobre la gestión de la Iglesia Universal, y de los cambios en la regulación de la organización en la Curia Romana, contenida en la Constitución apostólica (Pastor Bonus).
El 4 de noviembre de 2013 fue nombrado administrador apostólico ad nutum Sanctae Sedis de la Abadía territorial de Santa María de Grottaferrata.
El 30 de junio de 2016 fue nombrado miembro de la Secretaría para la Comunicación.
El 2 de junio de 2020 fue confirmado como miembro de la Congregación para las Causas de los Santos in aliud quinquennium.
El 15 de octubre de 2020 fue nombrado Prefecto de la Congregación para las Causas de los Santos, con dignidad de arzobispo. Permaneció como administrador apostólico sede vacente de la diócesis de Albano hasta el 11 de junio de 2021.
Fue creado cardenal en el Consistorio celebrado el 28 de noviembre de 2020, asignándole la Diaconía de Santa María en Domnica.
El 29 de noviembre de 2020 fue nombrado miembro de la Congregación para las Iglesias Orientales y del Dicasterio para la comunicación.
El 3 de mayo de 2022 fue nombrado miembro de la Congregación para el Culto Divino y la Disciplina de los Sacramentos ad quinquennium.
Tras la entrada en vigor de la constitución apostólica Praedicate evangelium el 5 de junio de 2022 pasó a ser Prefecto del Dicasterio de las Causas de los Santos.
El 1 de junio de 2024 fue nombrado miembro del Dicasterio para la Doctrina de la Fe.